# 청양군·홍성군 (1963년 선거구)
청양군·홍성군은 대한민국의 옛 국회의원 선거구이다. 당시 충청남도 청양군과 홍성군 지역을 관할했다.

## 역사
제6대 국회의원 선거를 앞두고 청양군 선거구와 홍성군 선거구가 통합되면서 신설되었다.
제9대 국회의원 선거를 앞두고 예산군 선거구와 통합되어 청양군·홍성군·예산군 선거구를 이루게 됨에 따라 폐지되었다.

## 역대 국회의원
| 선거   | 정당 | 정당       | 의원   |
| ------ | ---- | ---------- | ------ |
| 1963년 |      | 국민의당   | 이상철 |
| 1967년 |      | 민주공화당 | 장영순 |
| 1971년 |      | 민주공화당 | 장영순 |

## 역대 선거 결과

### 대한민국 제6대 국회의원 선거
|  | 38.63% |

|  | 27.33% |

|  | 17.16% |

|  | 9.96% |

|  | 6.89% |

### 대한민국 제7대 국회의원 선거
|  | 70.47% |

|  | 22.18% |

|  | 2.41% |

|  | 2.18% |

|  | 1.17% |

|  | 1.10% |

|  | 0.44% |

### 대한민국 제8대 국회의원 선거
|  | 59.23% |

|  | 33.77% |

|  | 3.29% |

|  | 1.94% |

|  | 1.76% |